# Sociedad General de Escritores de México
Sociedad General de Escritores de México o SOGEM es una asociación de escritores de México creada en 1976 con sede en la Ciudad de México. Está encargada de proteger los derechos de autor de sus agremiados, además de fomentar y difundir la producción literaria. Forma parte de la Confederación Internacional de Sociedades de Autores y Compositores, organización que aglutina a las diferentes sociedades de autores alrededor del mundo. A inicios de 2017, la SOGEM contaba con más de 4500 miembros.
La sociedad cuenta con tres edificios que albergan las instalaciones administrativas: la Escuela de Escritores, una biblioteca, una videoteca y tres espacios para representaciones escénicas: el Teatro Wilberto Cantón, el Teatro Enrique Lizalde y el Foro Rodolfo Usigli. La Escuela de Escritores de la SOGEM fue creada en 1987 y sus egresados han logrado obtener más de 250 premios literarios. En sus aulas han impartido clases reconocidos escritores mexicanos como Vicente Leñero, Emilio Carballido, Víctor Hugo Rascón Banda y Kyra Galván, entre otros. 
Ésta institución literaria se ha expandido por todo el país, teniendo planteles en ciudades mexicanas como Guadalajara. Además, esta corporación se relaciona con otra organización literaria mundial: PEN Internacional